# Chhoti Sadri
Chhoti Sadri (o Chhotisadri) è una suddivisione dell'India, classificata come municipality, di 16.602 abitanti, situata nel distretto di Chittorgarh, nello stato federato del Rajasthan. In base al numero di abitanti la città rientra nella classe IV (da 10.000 a 19.999 persone).

## Geografia fisica
La città è situata a 24° 22' 60 N e 74° 42' 0 E e ha un'altitudine di 484 m s.l.m..

## Società

### Evoluzione demografica
Al censimento del 2001 la popolazione di Chhoti Sadri assommava a 16.602 persone, delle quali 8.505 maschi e 8.097 femmine. I bambini di età inferiore o uguale ai sei anni assommavano a 2.396, dei quali 1.281 maschi e 1.115 femmine. Infine, coloro che erano in grado di saper almeno leggere e scrivere erano 11.629, dei quali 6.789 maschi e 4.840 femmine.